# Hamilton (Bermuda)
Hamilton is de hoofdstad en tevens een van de twee gemeentes van Bermuda. Er wonen 864 (2016) mensen. De stad is vernoemd naar Sir Henry Hamilton, de gouverneur van Bermuda van 1778 tot 1794, en ligt aan een natuurlijke haven.
In 1815 werd Hamilton de hoofdstad van Bermuda, daarvoor was dat Saint George. 

## Bezienswaardigheden
- Kathedraal van de Heiligste Drievuldigheid
- Victoria Park

## Geboren
- Lena Headey (1973), Britse actrice
- Tyler Butterfield (1983), Bermudaans-Amerikaans triatleet en wielrenner